# طواف العالم للدراجات للسيدات 2020

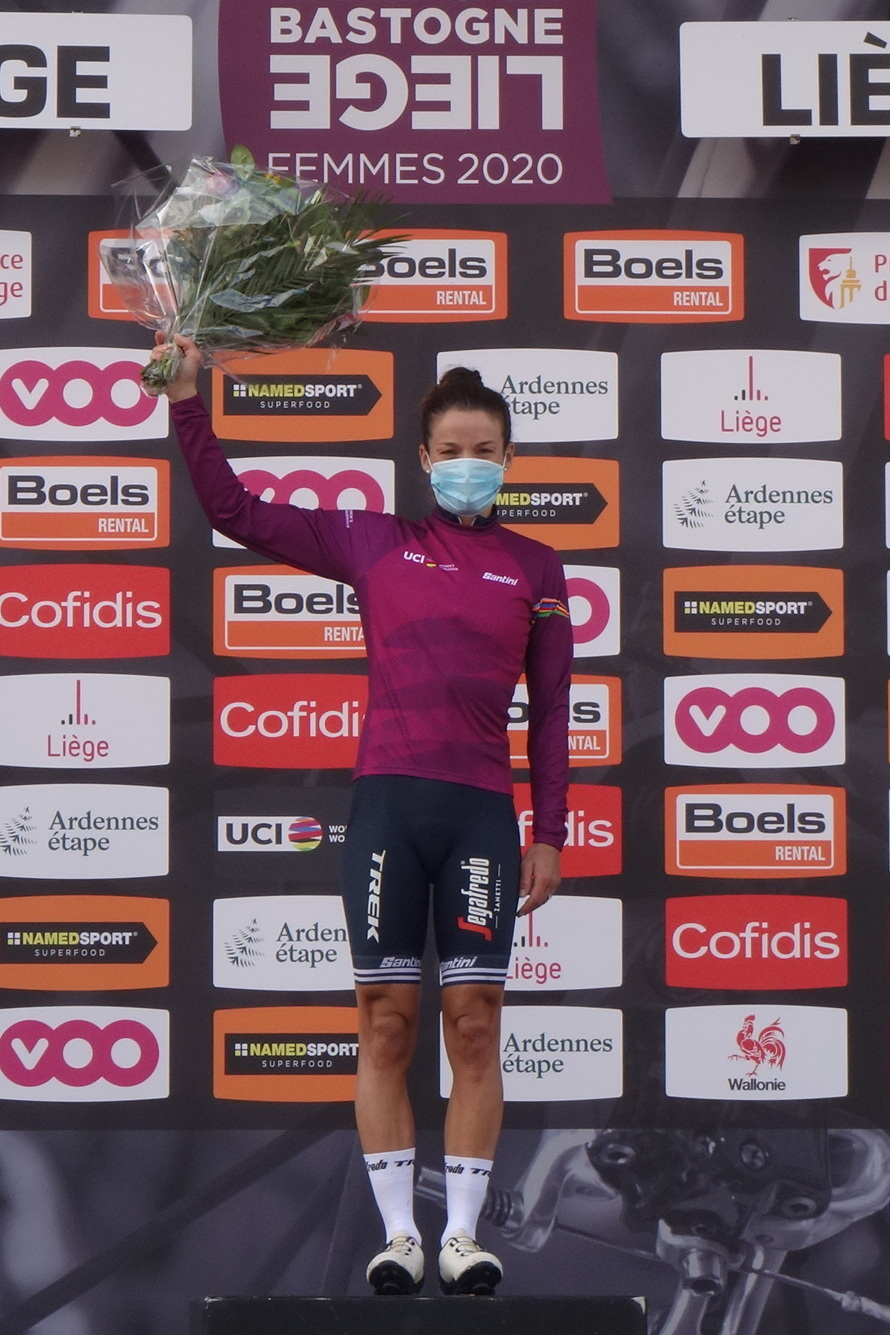

طواف العالم للدراجات للسيدات 2020 (بالإنجليزية: 2020 UCI Women's World Tour) هو الموسم الخامس من  طواف العالم للدراجات للسيدات، بدأ في 1 فبراير 2020، وأختتم في 20 أكتوبر 2020.

## السباقات
| طواف العالم للدراجات للسيدات | طواف العالم للدراجات للسيدات | طواف العالم للدراجات للسيدات               | طواف العالم للدراجات للسيدات | طواف العالم للدراجات للسيدات | طواف العالم للدراجات للسيدات | طواف العالم للدراجات للسيدات | طواف العالم للدراجات للسيدات |
| التاريخ                      | #                            | السباق                                     | الفائز                       | الثاني                       | الثالث                       |                              |                              |
| ---------------------------- | ---------------------------- | ------------------------------------------ | ---------------------------- | ---------------------------- | ---------------------------- | ---------------------------- | ---------------------------- |
| 1 فبراير                     | 1                            | Deakin University Elite Women’s Road Race ‏ | ليان ليبرت                   | أرلينيس سيرا                 | أماندا سبرات                 | ليان ليبرت                   |                              |
| 15 مارس                      | 2                            | روند فان درينثي كأس العالم‏                 | تم إلغاء السباق ‏             |                              |                              |                              |                              |
| 2 يونيو                      | 3                            | تروفيو ألفريدو بيندا كومون دي سيتيجليو     | تم إلغاء السباق ‏             |                              |                              |                              |                              |
| 08 – 13 يونيو 2020           | 4                            | طواف السيدات‏                               | تم إلغاء السباق ‏             |                              |                              |                              |                              |
| 1 أغسطس                      | 5                            | ستراد بينك للسيدات                         | أنيميك فان فليوتن            | مارغريتا فيكتوريا غارسيا     | ليا توماس                    | ليان ليبرت                   |                              |
| 8 أغسطس                      | 6                            | أوبن دي سويد فارجاردا - سباق الزمن للفرق‏   | تم إلغاء السباق ‏             |                              |                              |                              |                              |
| 9 أغسطس                      | 7                            | أوبن دي سويد فارجاردا - سباق الطريق        | تم إلغاء السباق ‏             |                              |                              |                              |                              |
| 13 – 16 أغسطس 2020           | 8                            | طواف النرويج للسيدات‏                       | تم إلغاء السباق ‏             |                              |                              |                              |                              |
| 26 أغسطس                     | 9                            | جي بي دي بلواي                             | Lizzie Deignan               | Elizabeth Banks              | كيارا كونسوني                | ليان ليبرت                   |                              |
| 29 أغسطس                     | 10                           | سباق لو تور دو فرانس                       | Lizzie Deignan               | ماريان فوس                   | ديمي فوليرينغ                | Lizzie Deignan               |                              |
| 01 – 06 سبتمبر 2020          | 11                           | هولاند ليديز تور                           | تم إلغاء السباق ‏             |                              |                              |                              |                              |
| 11 – 19 سبتمبر 2020          | 12                           | طواف إيطاليا للسيدات                       | أنا فان دير بريغين           | Katarzyna Niewiadoma         | إليسا ونغو بورغيني           | Lizzie Deignan               |                              |
| 30 سبتمبر                    | 13                           | فليش والون للسيدات                         | أنا فان دير بريغين           | سيسيلي أوتوب لودفيغ          | ديمي فوليرينغ                | أنا فان دير بريغين           |                              |
| 4 أكتوبر                     | 14                           | لييج-باستون-لييج للسيدات                   | Lizzie Deignan               | غريس براون                   | Ellen van Dijk               | Lizzie Deignan               |                              |
| 10 أكتوبر                    | 15                           | سباق أمستل الذهبي للسيدات‏                  | تم إلغاء السباق ‏             |                              |                              |                              |                              |
| 11 أكتوبر                    | 16                           | غنت-وفلجم للسيدات                          | جولين ديهور                  | لوت كوبيكي                   | ليزا برينور                  | Lizzie Deignan               |                              |
| 18 أكتوبر                    | 17                           | طواف فلاندرز للسيدات                       | Chantal van den Broek-Blaak  | ايمي بيترز                   | لوت كوبيكي                   | Lizzie Deignan               |                              |
| 20 أكتوبر                    | 18                           | ثلاثة أيام من دي بان للسيدات               | لورينا ويبيس                 | ليزا برينور                  | لوت كوبيكي                   | Lizzie Deignan               |                              |
| 23 – 25 أكتوبر 2020          | 19                           | طواف جزيرة تشونغ مينغ سباق المرحلة‏         | تم إلغاء السباق ‏             |                              |                              |                              |                              |
| 25 أكتوبر                    | 20                           | باريس روبيه للسيدات ‏                       | تم إلغاء السباق ‏             |                              |                              |                              |                              |
| 06 – 08 نوفمبر 2020          | 21                           | سباق سيراتزيت تشالنج                       | ليزا برينور                  | إليسا ونغو بورغيني           | لورينا ويبيس                 | Lizzie Deignan               |                              |
| 10 نوفمبر                    | 22                           | سباق قوانغشي للسيدات‏                       | تم إلغاء السباق ‏             |                              |                              |                              |                              |

## وصلات خارجية
- الموقع الرسمي